# جاك دينتون
جاك دينتون (بالإنجليزية: Jack Denton)‏ هو مخرج وممثل بريطاني (وحمل سابقاً جنسية المملكة المتحدة لبريطانيا العظمى وأيرلندا)، ولد في 11 سبتمبر 1872، وتوفي في 19 أبريل 1949.

## وصلات خارجية
- جاك دينتون على موقع IMDb (الإنجليزية)
- جاك دينتون على موقع أول موفي (الإنجليزية)
- جاك دينتون على موقع قاعدة بيانات الفيلم (الإنجليزية)
- جاك دينتون على موقع كينوبويسك (الروسية)